# Хелм-Шльонський
Хелм-Шльонський (пол. Chełm Śląski) — село в Польщі, у гміні Холм-Шльонський Берунсько-Лендзінського повіту Сілезького воєводства.
Населення — 6023 особи (2011).
У 1975—1998 роках село належало до Катовицького воєводства.

## Демографія
Демографічна структура станом на 31 березня 2011 року:
|          | Загалом | Допрацездатний вік | Працездатний вік | Постпрацездатний вік |
| -------- | ------- | ------------------ | ---------------- | -------------------- |
| Чоловіки | 2883    | 578                | 1971             | 334                  |
| Жінки    | 3140    | 586                | 1889             | 665                  |
| Разом    | 6023    | 1164               | 3860             | 999                  |